# Richalpheus dahabensis
Richalpheus dahabensis is een garnalensoort uit de familie van de Alpheidae. De wetenschappelijke naam van de soort is voor het eerst geldig gepubliceerd in 2007 door Anker & Dworschak.